# Каталонський прибережний хребет
- Піренеї
- Передпіренеї
- Каталонська центральна западина
- Менші гірські масиви Центральної западини
- Каталонський Поперечний хребет
- Каталонський прибережний хребет
- Каталонський береговий хребет
- Каталонська Прибережна западина та інші прибережні рівнини

Каталонський прибережний хребет (кат. Serralada Prelitoral Catalana) — система гірських хребтів, що проходять паралельно узбережжю Середземного моря в Каталонії. Це частина Каталонської середземноморської системи. Його головна вісь проходить між Каталонським поперечним хребтом і Серра-де-л'Еспіна, яка з'єднується з портами Тортоса-Безейт, частиною Піренейської системи. Найвища точка — 1706,7 м на масиві Монцені.

## Гірські хребти
З півночі на південь:
- Гульєрі
- Масив Монцені
- Сант Льоренс де Мунт
- Монсеррат
- Серра-де-Керальт, Бельпрат
- Пікорандан
- Серра-де-Прадес
- Монтсан
- Серра де Льяберія
- Гори Тівісса-Ванделлос. Ближче до південного кінця Каталонського прибережного хребта є певні прибережні гірські хребти, як-от лос-Дедалтс, Молес-дель-Таїкс і Серра-де-ла-Мар, які — за відсутності традиційної географічної назви як групи — нещодавно були названі «Тівісса-Вандельос» (Muntanyes de Tivissa-Vandellòs). Вони включені до Прибережного хребта завдяки геологічній безперервності з цим хребтом, незважаючи на їх пряме розташування на березі моря в районі Колл-де-Балагер.
- Масіс де Кардо
- Серра-де-ла-Валь-де-ла-Торре
- Серра-де-Кавальс
- Серра-де-Пандольс
- Серра-дель-Монтсія. Вапняковий хребет, розташований на узбережжі на південь від річки Ебро.

## Екологія
Охоронюваними територіями Каталонського прибережного хребта є: природний парк Монтсені, природний парк Сант-Льоренс-дель-Мунт-і-л'Обак, природний парк Монтсеррат, природний парк Порт-де-Тортоса-Безейт і природний парк Серра-де-Монтсан.
- Каталонський береговий хребет
- Хребет Монцені
- Монсеррат (гора)